# División de Honor de baloncesto en silla de ruedas 2021-22
La División de Honor de baloncesto en silla de ruedas 2021-22 es la 33.ª edición de la máxima categoría del baloncesto en silla de ruedas español. Consta de una liga regular entre los doce equipos, que se enfrentan todos contra todos, y una eliminatorio por adjudicarse el título.

## Formato
Para la temporada 2021-22, la CNBSR, por delegación de la Junta Directiva de la FEDDF, será la responsable de la organización de esta competición, que estará formada por un grupo de 12 equipos, que disputarán una liga a doble vuelta de todos contra todos.

### Fase final
Finalizada la liga a doble vuelta, los cuatro primeros equipos clasificados jugaran una Final Four en régimen de concentración (semifinales, tercer y cuarto puesto, y final). Semifinales:
- 1º clasificado vs 4ª clasificado
- 2º clasificado vs 3º clasificado

Final y tercer lugar
- 3º y 4º
- Final

### Ascensos y descensos
Habrá un descenso directo a la Primera División, y el equipo 11º clasificado al finalizar la Liga Regular, participará en la Promoción de Permanencia con el equipo 2º clasificado de la Primera División.
La Promoción se celebrará como sigue: Partido único, en pista del equipo 2º clasificado de la Final Four de Primera División. Los requisitos técnicos y reglamentarios de este partido serán los establecidos para División de Honor.

## Equipos participantes
Los equipos participantes en la temporada 2021-22 son:
| Equipo                  | Ciudad                     | Pabellón                          |
| ----------------------- | -------------------------- | --------------------------------- |
| Fundación Vital Zuzenak | Vitoria                    | Polideportivo de Ariznabarra      |
| Servigest Burgos        | Burgos                     | Polideportivo Jose Luis Talamillo |
| Bidaideak Bilbao BSR    | Bilbao                     | Polideportivo de Txurdinaga       |
| CB Las Rozas FDI        | Las Rozas de Madrid        | Polideportivo Las Matas           |
| ACE Gran Canaria        | Las Palmas de Gran Canaria | Ciudad Deportiva de Gran Canaria  |
| Iberconsa Amfiv         | Vigo                       | Pabellón de Bouzas                |
| Mideba Extremadura      | Badajoz                    | Pabellón Nuria Cabanillas         |
| BSR Amiab Albacete      | Albacete                   |                                   |
| Club Deportivo Ilunion  | Madrid                     |                                   |
| AMIVEL Reyes Gutiérrez  | Málaga                     |                                   |
| Fundación Aliados       | Valladolid                 |                                   |
| UCAM Murcia BSR         | Murcia                     |                                   |

## Liga regular

### Clasificación
|                                                                                         | Equipo                  | Puntos | J  | G  | P  | PF   | PC   | DP   |
| --------------------------------------------------------------------------------------- | ----------------------- | ------ | -- | -- | -- | ---- | ---- | ---- |
| 1º                                                                                      | BSR Amiab Albacete      | 41     | 22 | 19 | 3  | 1694 | 1273 | +421 |
| 2º                                                                                      | Mideba Extremadura      | 41     | 22 | 19 | 3  | 1613 | 1228 | +385 |
| 3º                                                                                      | BSR ACE Gran Canaria    | 40     | 22 | 18 | 4  | 1565 | 1210 | +355 |
| 4º                                                                                      | Bidaideak Bilbao BSR    | 40     | 22 | 18 | 4  | 1620 | 1295 | +325 |
| 5º                                                                                      | Club Deportivo Ilunion  | 37     | 22 | 15 | 7  | 1696 | 1373 | +323 |
| 6º                                                                                      | AMIVEL Reyes Gutiérrez  | 33     | 22 | 11 | 11 | 1372 | 1301 | +71  |
| 7º                                                                                      | Iberconsa Amfiv         | 31     | 22 | 9  | 13 | 1340 | 1476 | -136 |
| 8º                                                                                      | Fundación Aliados       | 29     | 22 | 7  | 15 | 1162 | 1462 | -300 |
| 9º                                                                                      | UCAM Murcia BSR         | 27     | 22 | 5  | 17 | 1222 | 1551 | -329 |
| 10º                                                                                     | CB Las Rozas FDI        | 26     | 22 | 4  | 18 | 1093 | 1458 | -365 |
| 11º                                                                                     | Fundación Vital Zuzenak | 26     | 22 | 4  | 18 | 1167 | 1606 | -439 |
| 12º                                                                                     | Servigest Burgos        | 25     | 22 | 3  | 19 | 1262 | 1573 | -311 |
| Fuente: BSR Valladolid: Clasificación de la División de Honor; actualización automática |                         |        |    |    |    |      |      |      |

## Promoción de permanencia
Se disputará a partido único, en pista del equipo 3º clasificado de la Final Four de Primera División. Los requisitos técnicos y reglamentarios de este partido serán los establecidos para División de Honor.
| Equipo 1                       | Resultado | Equipo 2         |
| ------------------------------ | --------- | ---------------- |
| 3º Final Four Primera División |           | 11º Liga regular |

## Fase final
Se jugarán todos los partidos en una misma sede, a definir por la FEDDF, siendo las semifinales y la final y tercer lugar en días consecutivos.

|  | Semifinales    | Semifinales |  |              | Final        | Final |  |
|  |                |             |  |              |              |       |  |
|  |                |             |  |              |              |       |  |
|  | Por definir    |             |  |              |              |       |  |
|  | 1º Clasificado |             |  |              |              |       |  |
|  | 4º Clasificado |             |  |              |              |       |  |
|  |                |             |  |              |              |       |  |
|  |                |             |  |              | Por definir  |       |  |
|  |                |             |  |              | Ganador SF1  |       |  |
|  |                | Ganador SF2 |  |              |              |       |  |
|  |                |             |  |              |              |       |  |
|  |                |             |  |              |              |       |  |
|  |                |             |  |              | Tercer lugar |       |  |
|  | Por definir    | Por definir |  | Por definir  | Por definir  |       |  |
|  | 2º Clasificado |             |  | Perdedor SF1 |              |       |  |
|  | 3º Clasificado |             |  |              | Perdedor SF2 |       |  |